# ميشيل جينيك
ميشيل جينيك (بالإنجليزية: Michelle Jenneke) (مواليد 23 يونيو 1993) هي عداءة أسترالية متخصصة في المسافات القصيرة، حصلت على الميدالية الفضية في سباق 100 متر حواجز في دورة الألعاب الأولمبية الصيفية للناشئين سنة 2010.

## أهم انجازاتها
- المرتبة 1 (100 متر حواجز) - البطولة الأسترالية للناشئين 2010.
- المرتبة 1 (100 متر تتابع) - البطولة الأسترالية للناشئين 2010. (رقم قياسي وطني)
- المرتبة 2 (100 متر حواجز) - الألعاب الأولمبية الصيفية للشباب 2010، سنغافورة
- المرتبة 4 (100 متر تتابع) - الألعاب الأولمبية الصيفية للشباب 2010، وسنغافورة
- المرتبة 3 (100 متر حواجز) - البطولة الأسترالية سنة 2011.
- المرتبة 5 - (100 متر حواجز) بطولة العالم للناشئين لألعاب القوى 2012، برشلونة، إسبانيا.

## في وسائل الإعلام
نالت ميشيل جينيك اهتمام وسائل الاعلام، وكان ذلك في 15 يوليو 2012 في بطولة العالم للناشئين في ألعاب القوى، وعلى الرغم من أنها لم تفز بأي لقب في 100 متر حواجز، تسببت في ضجة إعلامية كبيرة من قبل شريط فيديو، نشر على الشبكة الاجتماعية يوتيوب، يظهر حركاتها الشبيهة بالرقص خلال تسخينات ما قبل السباق.

## وصلات خارجية
- الفريق الأولمبي الأسترالي للشباب
- سيرة ميشيل جينيك

## روابط خارجية
- ميشيل جينيك على موقع الاتحاد الدولي لألعاب القوى (الإنجليزية)
- ميشيل جينيك على موقع النتائج التاريخية لألعاب القوى الأسترالية (الإنجليزية)
- ميشيل جينيك على موقع اللجنة الأولمبية الدولية (الإنجليزية)
- ميشيل جينيك على موقع أوليمبيديا (الإنجليزية)
- ميشيل جينيك على موقع اللجنة الأولمبية الأسترالية (الإنجليزية)
- ميشيل جينيك على موقع اتحاد ألعاب الكومنولث (مؤرشف) (الإنجليزية)